# Gecoöpteerd senator
Een gecoöpteerd senator is een lid van de Belgische Senaat dat wordt gekozen door de taalgroepen in de Senaat waartoe hij/zij behoort. Er zijn zes Nederlandstalige en vier Franstalige gecoöpteerde senatoren (artikel 67, § 1, 6° en 7°, van de Grondwet).
Sinds 25 mei 2014 bestaat de Senaat, naast de tien gecoöpteerde senatoren, uit 50 deelstaatsenatoren. 
In 1921 werden in de Belgische Grondwet de gecoöpteerde senatoren als een nieuwe categorie van Senatoren ingeschreven. Bedoeling was om een aantal deskundigen of vertegenwoordigers van representatieve organisaties in het parlement te kunnen brengen, dit om de kwaliteit van het debat en de wetgeving te verhogen (volgens sommigen was het echter gewoon de bedoeling om de grote 'shock' die het algemeen enkelvoudig stemrecht teweegbracht ietwat te temperen). Deze bedoeling verwaterde echter snel en wordt nu vooral nog gebruikt om trouwe partijleden die niet verkozen zijn geraakt alsnog een zitje in het parlement te bezorgen.
Gecoöpteerde senatoren worden verkozen door de deelstaatsenatoren van hun taalgroep. De Nederlandstalige taalgroep mag zes senatoren coöpteren, de Franstalige vier. Zij worden tussen de partijen verdeeld op basis van de verkiezingsresultaten van de Kamer van volksvertegenwoordigers, waardoor de evenredige vertegenwoordiging bewaard blijft.
Zoals bepaald in de wet van 31 december 1983 sinds de staatshervorming van 2014, is een gecoöpteerde senator (ongeacht door welk parlement gecoöpteerd) die in het Duits taalgebied woont en de eed uitsluitend of in de eerste plaats in het Duits heeft afgelegd, ook lid met raadgevende stem in het Parlement van de Duitstalige Gemeenschap. In de praktijk komt dit niet voor.
rechtstreeks verkozen senator (1831-2014) - senator van rechtswege (1831-2014) - provinciaal senator (1893-1995) - gecoöpteerd senator (sinds 1921) - gemeenschapssenator/deelstaatsenator (sinds 1995)